# Kanton Fécamp
Kanton Fécamp (fr. Canton de Fécamp) je francouzský kanton v departementu Seine-Maritime v regionu Horní Normandie. Skládá se ze 13 obcí.

## Obce kantonu
- Criquebeuf-en-Caux
- Épreville
- Fécamp
- Froberville
- Ganzeville
- Gerville
- Les Loges
- Maniquerville
- Saint-Léonard
- Senneville-sur-Fécamp
- Tourville-les-Ifs
- Vattetot-sur-Mer
- Yport